# Walrussnor

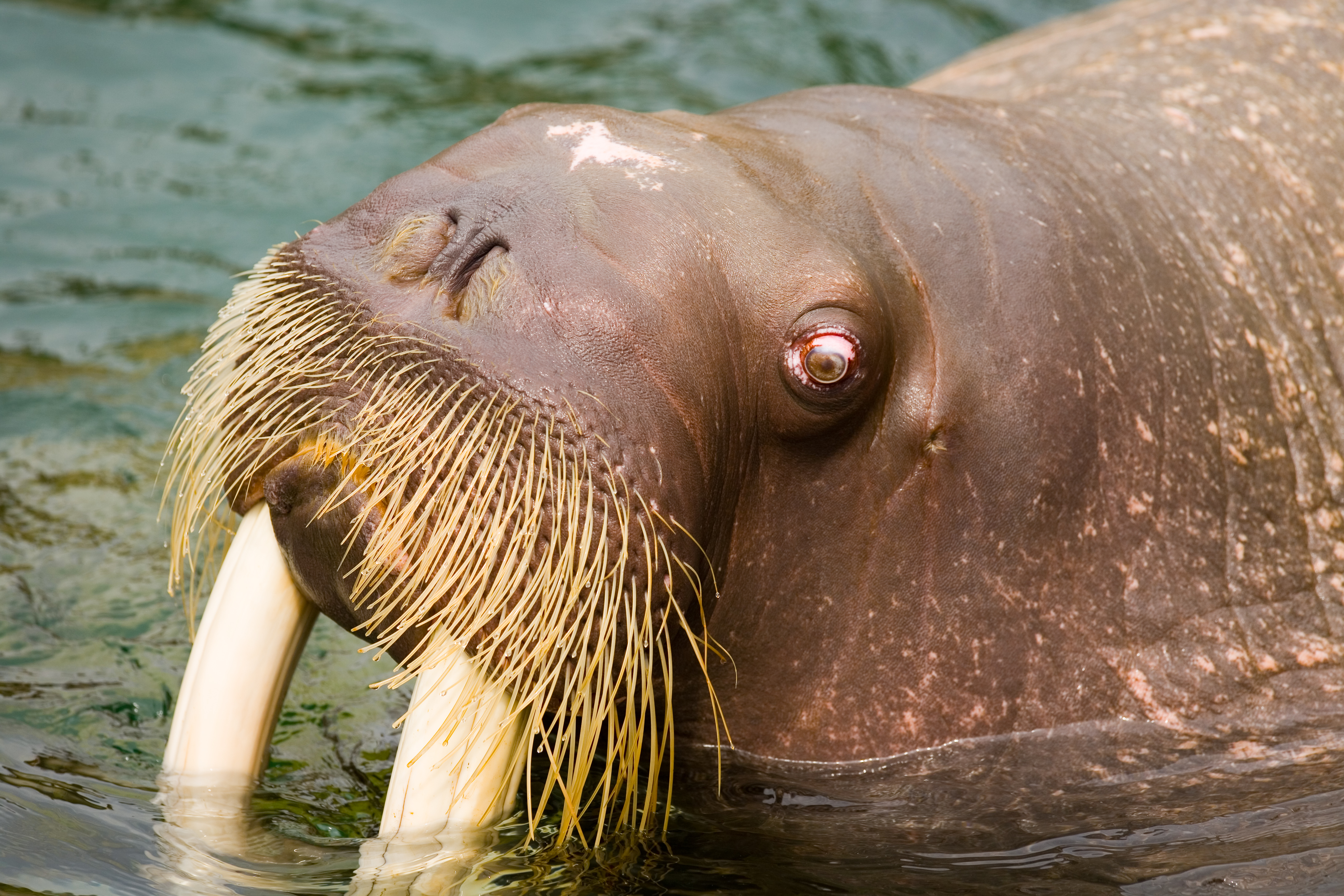
Walrus met snor

Een walrussnor is een type snor dat erg borstelig en dik is en over de bovenlip hangt, soms zelfs de mond bedekkend. Soms worden de punten van de snor omhoog gedragen en in andere gevallen worden de punten samengerold.
De naam van deze vorm van gezichtsbeharing is afkomstig van de walrus, die over kenmerkende snorharen beschikt.
De walrussnor genoot zijn hoogtijdagen in de negentiende eeuw.

## Bekende dragers van walrussnorren
- Otto von Bismarck
- Ted de Braak
- Wilford Brimley
- David Crosby
- Johan Derksen
- Albert Einstein
- Sam Elliott
- Pieter Gerbrandy
- Edvard Grieg
- Jamie Hyneman
- Thom Karremans
- Johannes Messchaert
- Pierre Monteux
- Friedrich Nietzsche
- Theodore Roosevelt
- Jozef Stalin
- Paul Teutul sr.
- Pancho Villa
- Lech Wałęsa
- Emiliano Zapata
- Frank Zappa

## Fotogalerij

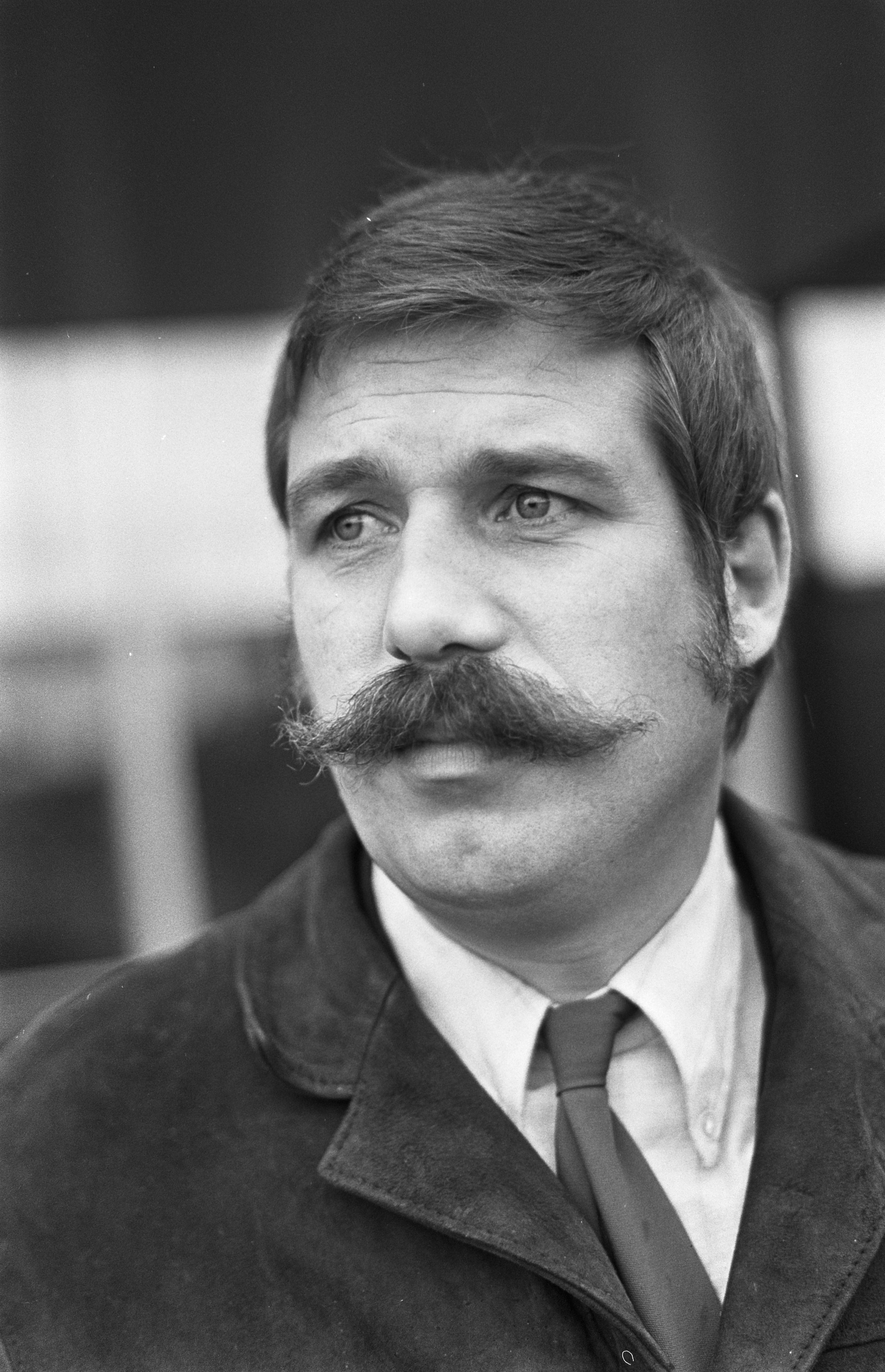
Tv-presentator Ted de Braak
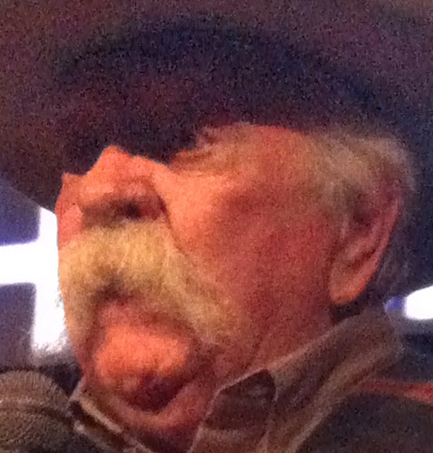
Acteur Wilford Brimley
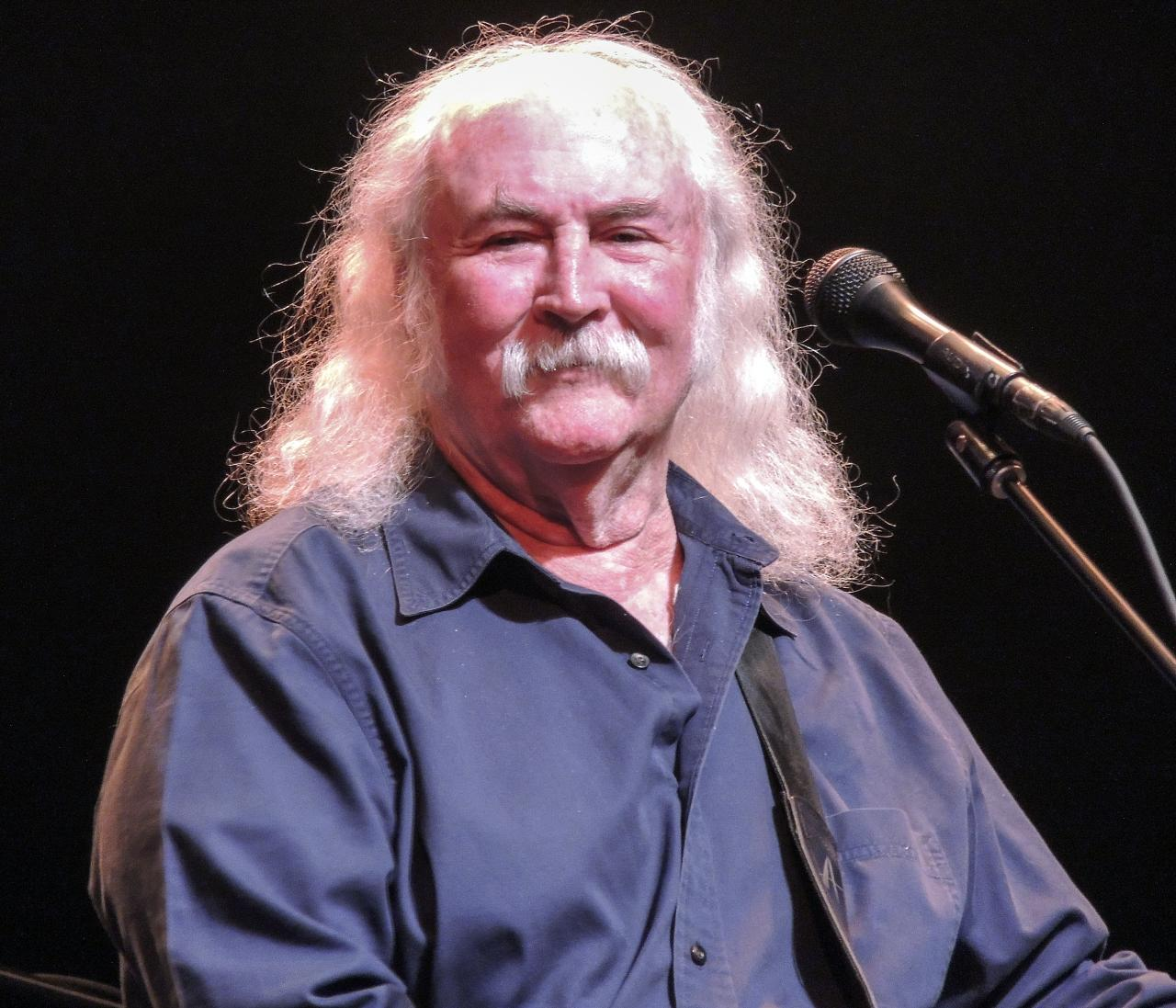
Rockmusicus David Crosby
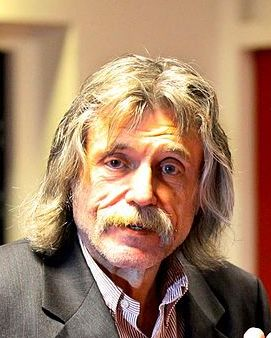
Voetbalcommentator Johan Derksen
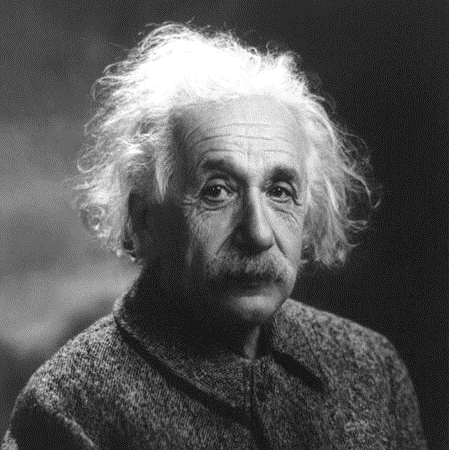
Natuurkundige Albert Einstein
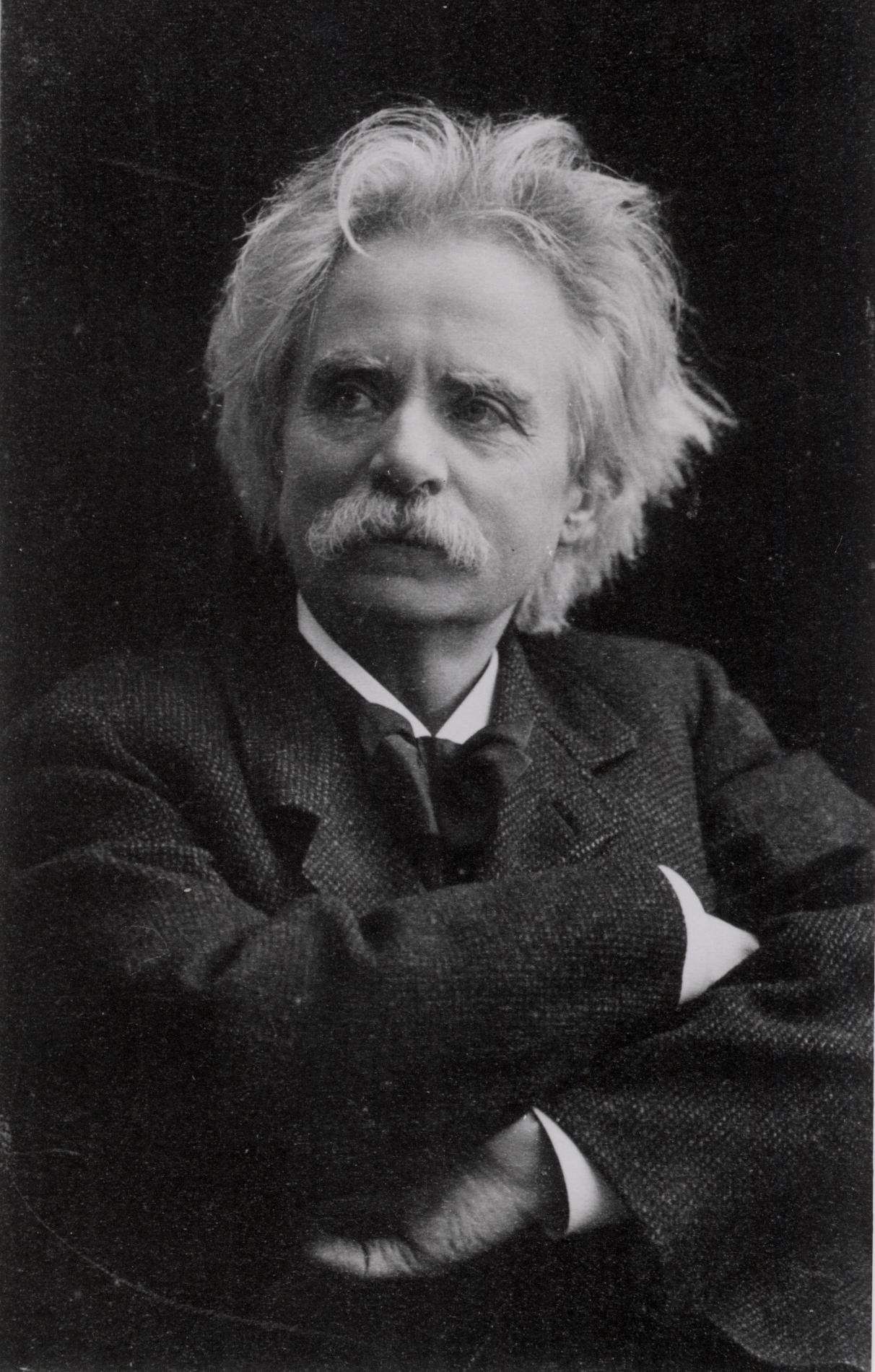
Componist Edvard Grieg
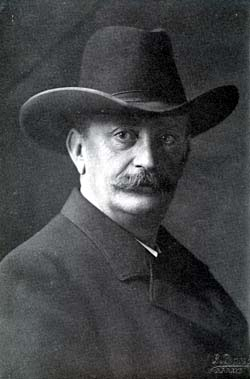
Zanger Johannes Messchaert
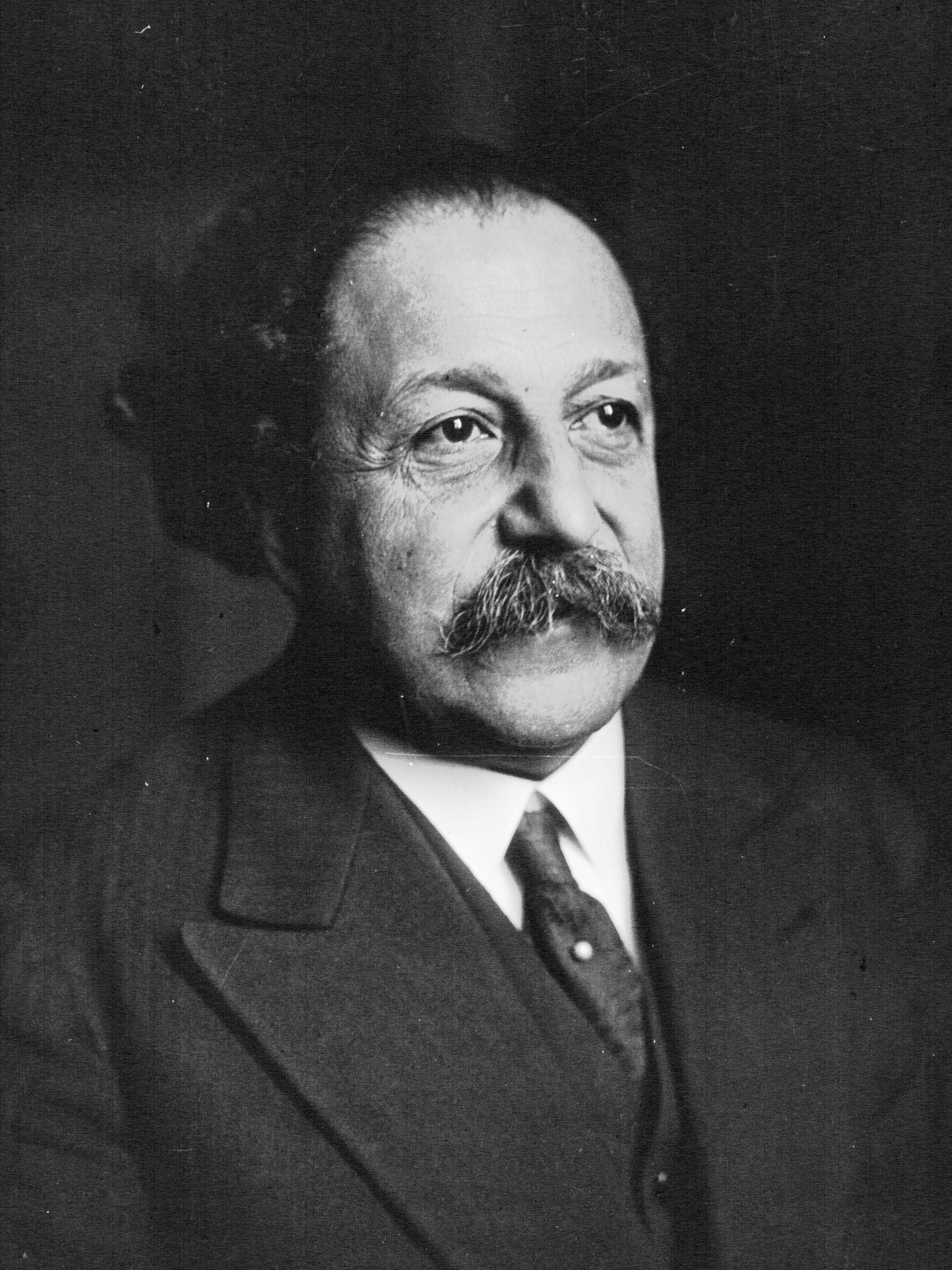
Dirigent Pierre Monteux
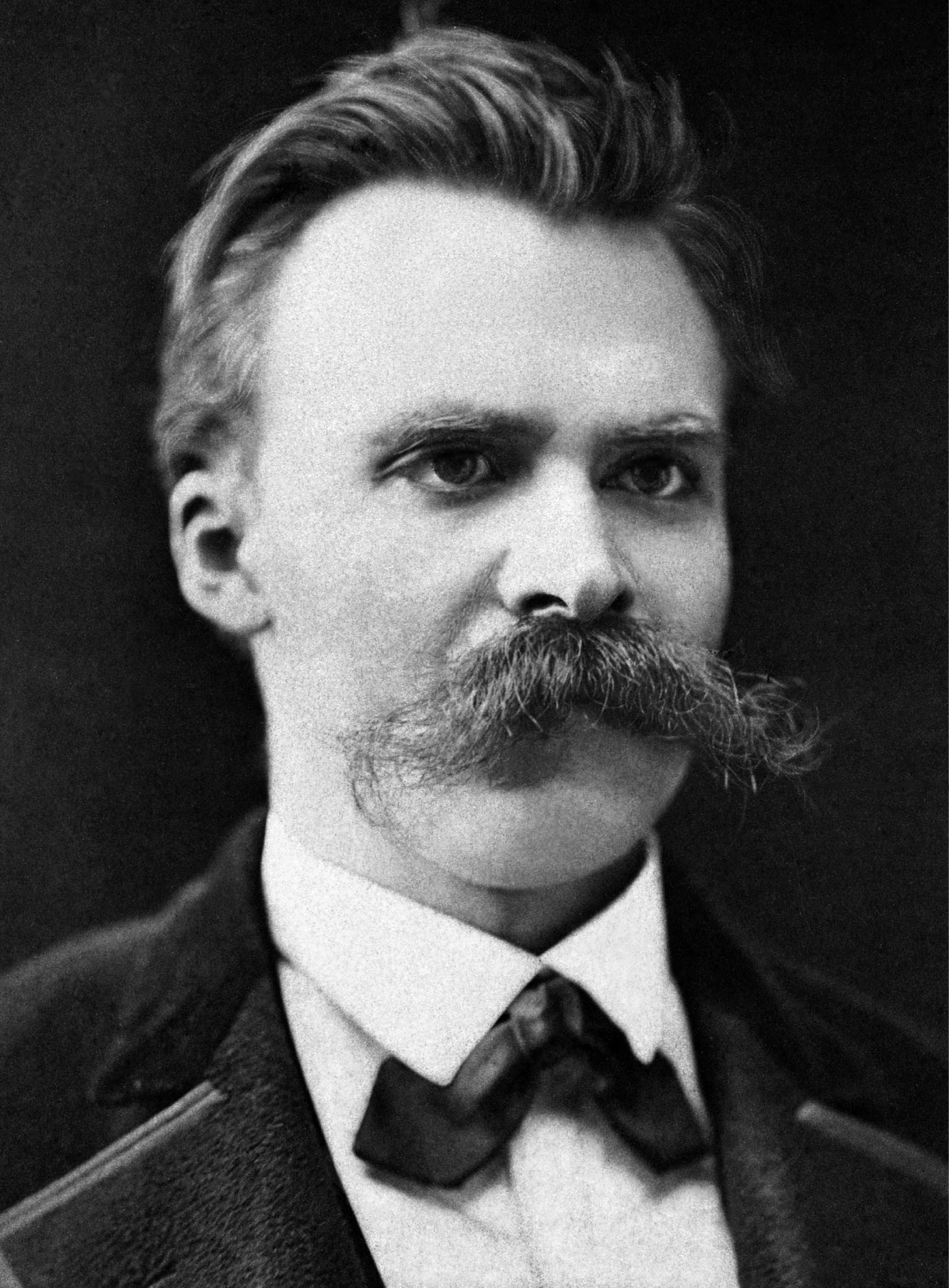
Filosoof Friedrich Nietzsche
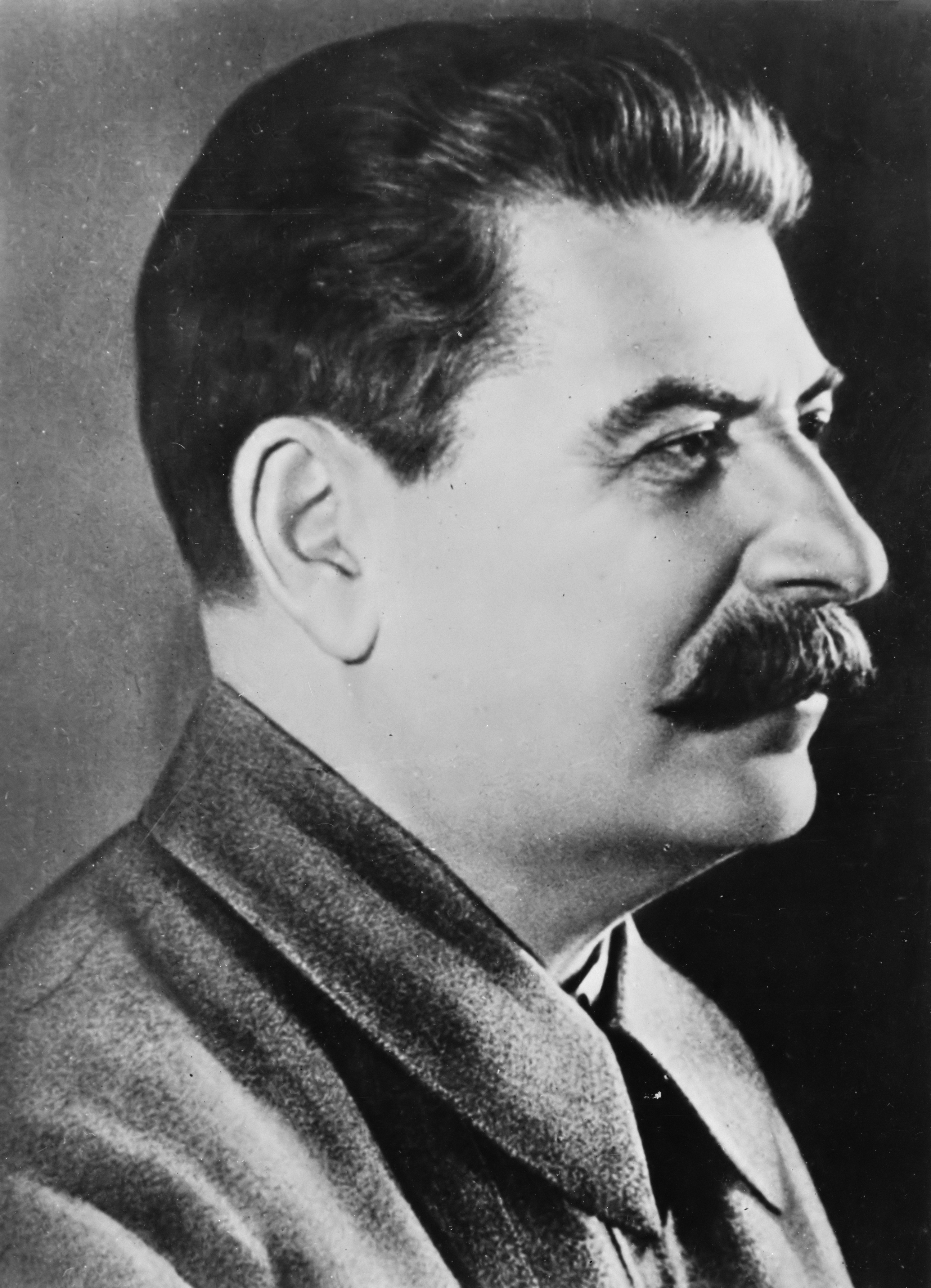
Sovjetleider Jozef Stalin
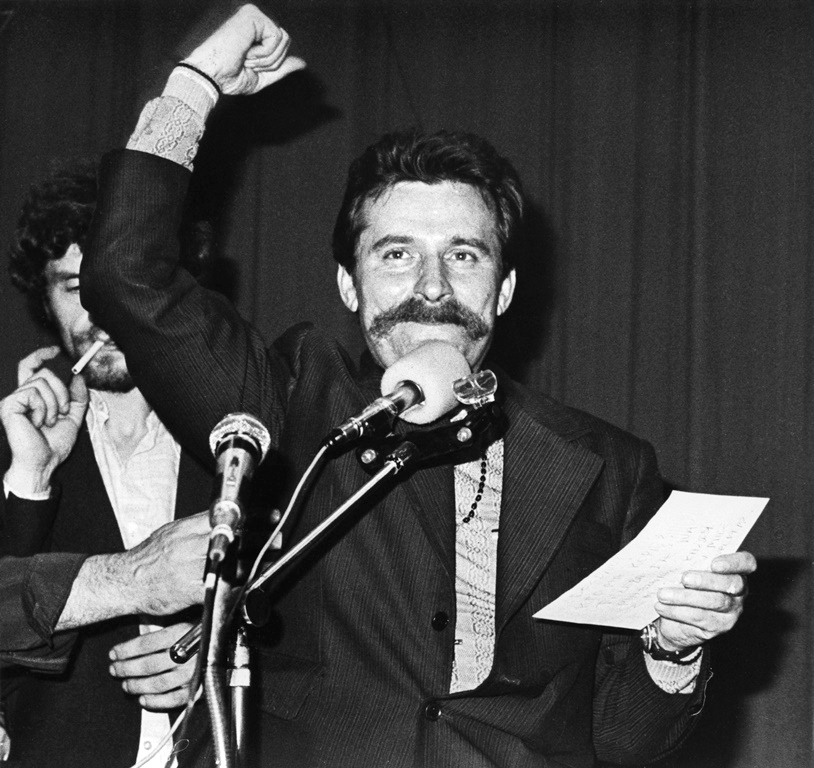
Vakbondsleider Lech Wałęsa